# Neded
Neded es un municipio del distrito de Šaľa en la región de Nitra, Eslovaquia, con una población estimada a final del año 2024 de 3174 habitantes.
Se encuentra ubicado al oeste de la región, cerca del río Váh (cuenca hidrográfica del Danubio) y de la frontera con la región de Trnava.

## Demografía
| Año        | 1994 | 2004    | 2014    | 2024    |
| ---------- | ---- | ------- | ------- | ------- |
| Población  | 3152 | 3102    | 3303    | 3174    |
| Diferencia |      | −1,58 % | +6,47 % | −3,90 % |

| Año        | 2023 | 2024    |
| ---------- | ---- | ------- |
| Población  | 3193 | 3174    |
| Diferencia |      | −0,59 % |